# Natalija Korolevs'ka
Natalija Juriivna Korolevs'ka (in ucraino Наталія Юріївна Королевська?, angl. Natalia Yuriivna Korolevska; Krasnyj Luč, 18 maggio 1975) è una politica ucraina.

## Biografia
Nasce nella Repubblica Socialista Sovietica Ucraina, suo padre era un minatore mentre sua madre un'insegnante. Si laurea presso l'Istituto Nazionale dell'Ucraina orientale "Volodymyra Dalja" (in ucraino Східноукраїнський національний університет імені Володимира Даля?) nel 1997 e all'Accademia Statale di direzione aziendale di Donec'k (in ucraino Донецький державний університет управління?) nel 2002 (specializzandosi in organizzazione aziendale). Dal 1992 ha lavorato in diverse funzioni di gestione, ottenendo un premio nel 2004.

## Carriera politica
Dal 2006 al 2012 ha fatto parte della Verchovna Rada, il parlamento ucraino. Dal 23 dicembre 2011 è il capo-partito del Partito Socialdemocratico Ucraino, poi ridenominato Partito di Natalija Korolevs'ka "Ucraina - Avanti!" (in ucraino Партію Наталії Королевської "Україна - Вперед!?).